# Phare d'Isla Cotorra
Le phare de Isla Cotorra est un phare actif situé sur l'une île du même nom sur le rivage de Pedernales, dans l'État de Delta Amacuro au Venezuela.
Le phare appartient à la marine vénézuélienne et il est géré par l'Oficina Coordinadora de Hidrografía y Navegación (Ochina).

## Histoire
Le phare  se trouve au sud du golfe de Paria. Situé à la pointe nord de Isla Cotorra, il aide à guider les navires dans l'embouchure du Columbus Channel (en), le détroit entre le Venezuela et la pointe sud-ouest de la Trinité (Trinité-et-Tobago).

## Description
Ce phare est une tour circulaire en fibre de verre à claire-voie, avec une balise de 12 m de haut. Le phare est orange avec des bandes blanches horizontales. Il émet, à une hauteur focale de 14 m, un éclat blanc par période de 10 secondes. Sa portée n'est pas connue.
Identifiant : ARLHS : VEN-028 - Amirauté : J6615 - NGA : 17227 .

### Lien connexe
- Liste des phares du Vénézuela